# 山岸大
山岸 大（やまぎし ゆたか、1967年6月22日 - ）は、日本のレーシングドライバー、ジャーナリスト、事業家。長野県長野市出身。

## 経歴
1985年
2輪ロードレースへヤマハTZ250で参戦を開始したが、タイヤテストで富士スピードウェイを走行中に300Rでその日サーキットを初めて走行したというアマチュアライダーが走行ラインへ飛び出して、時速200km/h以上の速度差で接触しクラッシュ。救急病院へ搬送された後、長期療養を強いられる。その後頭部の後遺症のため2輪レース活動を終了。
1998年
モータースポーツ誌の企画でレーシングスクールへ入学。その後企画で日本各地のサーキットでタイムアタックを行いコースレコードを連発。草レースに参加する傍ら自動車雑誌媒体の取材及び執筆活動を開始。
1999年
JAF公認レースへ初参戦し優勝する。オーディションを経てチームTOM'Sへ加入してスーパー耐久シリーズへトヨタ・アルテッツァでGNプラスクラスへフル参戦。
2000年
全日本GT選手権GT300クラスへアビリティーモータースポーツよりPORSCHE 911 GT2（タイプ993GT2 ）で参戦、3レース目のSUGOで2位表彰台を獲得。昨年に引き続きチームTOM’Sからスーパー耐久シリーズへ改良されたアルテッツァでGNプラスクラスへフル参戦。チームTOM'Sでは山岸が師と仰ぐル・マン24時間レースで日本人初優勝を遂げこの年引退した関谷正徳と行動を共にする。
2001年
アビリティーモータースポーツより全日本GT選手権のGT300クラスへPORSCHE 911 GT2（タイプ993GT2 ）でスポット参戦。
2002年
TEAM TAISANから全日本GT選手権へPORSCHE 911 GT3Rでフル参戦。スーパー耐久シリーズは牧口エンジニアリングよりBMW M3 Racingでフル参戦し岡山ラウンドで優勝している。
2003年
チームGAIKOKUYAから全日本GT選手権へPORSCHE 911 GT3RSでフル参戦。鈴鹿1000kmレースもチームGAIKOKUYAからPORSCHE 911 GT3RSで参戦。オリジナルサスペンション「ファインアテチュード」のFerrari F430用とPorsche 993 Carrera用をリリース。ポルシェ専門誌「911マガジン」へ執筆を開始。
2004年
TEAM TAISANから全日本GT選手権へPORSCHE 911 GT3RSでフル参戦。オリジナルサスペンション「ファインテチュード」のPorsche 996 GT3RS用を開発、究極のロードカーMcLaren F1のワンオフスペシャルダンパーユニットの開発及び販売を手がけた。
2005年
TEAM TAISANから全日本GT選手権へPORSCHE  911 GT3RSでフル参戦。スーパー耐久シリーズはST1クラスへPORSCHE 911 GT3で参戦。
ヨーロピアンル・マンシリーズのベルギーラウンド「スパ1000kmレース」へチームT2M MotorsportよりPORSCHE 911 GT3RSで参戦。このレースはオーディションも兼ねており、チームにパフォーマンスを認められチームT2M Motorsportのレギュラードライバーとなる。
第73回ル・マン24時間耐久レースへチームT2M MotorsportよりPORSCHE 911 GT3RSでGT2クラスへ初参戦を果たす。ル・マン24時間レースの決勝はGT2クラス7位を走行していたが、マシントラブルのためリタイヤしている。初ル・マン参戦を取り上げたドキュメンタリー映像「あるプライベーターの挑戦」が衛生TVで放映される。
2006年
ヨーロピアン・ル・マンシリーズのスパ1000kmレースとニュルブルグリング1000kmレース、第74回ル・マン24時間耐久レースへチーム T2M MotorsportよりPORSCHE 911 GT3RSスで参戦。決勝はエンジントラブルのためリタイヤ。日本国内のレースは鈴鹿で開催されたPOKKA1000kmレースへチーム外国屋からPORSCHE 911 GT3RSで参加した。東京の青山にインポートカーディーラー「LMP CARS」を開店する。
2007年
ヨーロピアン・ル・マンシリーズのバレンシア公式テストデー及びニュルブルグリング1000kmレース、第75回ル・マン24時間レースにT2M MotorsportよりDOME 101.5 MADERでLMP2クラスへ参戦したが、マシン開発に問題が発生しリザルトを残せていない。POKKA1000kmレースへTEAM GAIKOKUYAからPORSCHE 911 GT3RSで参戦した。
2008年
チームGAIKOKUYAから全日本GT選手権へPORSCHE 911 GT3RSでフル参戦。鈴鹿サーキットで開催された鈴鹿1000kmレースも同チームからPORSCHE 911 GT3RSで参戦した。
2009年
自社チーム LMP MOTORSPORTからスーパーGTシリーズへPORSCHE 911 GT3RSRでフル参戦。第77回ル・マン24時間レースにランボルギーニ・ムルシエラゴRGT1で参戦したが、マシンに致命的なダメージが見つかりリタイヤした。
2010年
チームLMP MOTORSPORTからスーパーGTシリーズへFerrari 430 GTC EVOを導入してフル参戦。
2011年
人気漫画キャラクターの「進撃！イカ娘」とタイアップしEAM LMP MOTORSPORTからスーパーGTシリーズへFerrari 430 GTCE VOでフル参戦。マレーシア戦で3位表彰台を獲得した。JAF特別戦も同様参戦し2レースともGT300クラス6位だった。
2012年
昨年に続き「進撃！イカ娘フェラーリ」とタイアップしTEAM LMP MOTORSPORTからスーパーGTシリーズへFerrari 430 GTC EVOでフル参戦。
2015年
フランスのTEAM IBANEZからLMP2クラスにオレカ03Rでヨーロピアン・ル・マンシリーズのシルバーストーン、イモラ、レッドブルリンクと第83回ル・マン24時間レースへエントリー。ル・マンはテストデーを走行したがレースウィークでチームのドライバー登録不手際により決勝で乗車できないハプニングがあった。ル・マンシリーズは３レースともマシントラブルによりリタイヤしている。
2016年
フランスのチーム ラーブル・コンペティションと契約し、スポーツカーレースの最高峰である世界耐久選手権、 FIA ワールド・エンデュランス・チャンピオンシップ（ WEC ）とシリーズ第3戦と重なる、第84回ル・マン24時間レースへ、GT-Amクラスのシボレー・コルベットC7R（GMワークスカー）で参戦。1000kmレースのシルバーストーン6時間、スパ6時間、ニュルブルグリング6時間の3レースでクラス3位表彰台を獲得した。ル・マン24時間レースはクラス8位初完走。東京の青山へ出店している「LMP CARS」が開店10周年を迎えた。
2019年
イタリアで開催された国際クラシックカーラリーのミッレミリア（Mille Miglia）へFerrari 250 GT Boanoで出走。
2020年
イタリアで開催されたMille Miglia主催の国際クラシックカーラリーの「Coppa Delle Alpi」へFerrari 250 GT Boanoで出走。
2021年
イタリアで開催された国際クラシックカーラリーのミッレミリア（1000 Miglia 2021）へFiat 1100 Sport Colli Barchettaで出走。
2022年
公式 Youtubeチャンネル「YUTAKA YAMAGISHI」を開設し公開を開始。輸入スポーツカーのドライビングインプレッションやイメージビデオを作成している。
その他にもカーメーカー取材、海外イベント取材、元F1ドライバー等著名人インタビューの動画を公開している。

## 戦績

### ル・マン24時間レース
| 年     | チーム                     | コ・ドライバー                                          | 使用車両                          | クラス | 周回 | 総合順位 | クラス順位 |
| ------ | -------------------------- | ------------------------------------------------------- | --------------------------------- | ------ | ---- | -------- | ---------- |
| 2005年 | T2M Motorsports            | ザビエル・ポンピドゥー ジャン＝リュック・ブランシュマン | ポルシェ・ 911 GT3 RS             | GT2    | 183  | DNF      | DNF        |
| 2006年 | T2M Motorsports            | ミロスラフ・コノプカ ジャン＝ルネ・ド・フルヌー         | ポルシェ・ 911 GT3 RS             | GT2    | 196  | DNF      | DNF        |
| 2007年 | T2M Motorsports            | ロビン・ロンチェカル 寺田陽次郎                         | 童夢・S101                        | LMP2   | 56   | DNF      | DNF        |
| 2009年 | JLOC                       | マルコ・アピチェラ 余郷敦                               | ランボルギーニ・ムルシエラゴ R-GT | GT1    | 1    | DNF      | DNF        |
| 2016年 | ラルブル・コンペティション | ジャン＝フィリップ・ベロク ピエール・ラグ               | シボレー・コルベット C7.R         | GTE Am | 316  | 37位     | 8位        |

### FIA 世界耐久選手権 リザルト
| シーズン | チーム             | マシン                  | 1   | 2   | 3   | 4   | 5   | 6   | 7   | 8   | 9   |
| -------- | ------------------ | ----------------------- | --- | --- | --- | --- | --- | --- | --- | --- | --- |
| 2016     | Larbre Compétition | Chevrolet Corvette C7.R | SIL | SPA | LEM | NÜR | MEX | AUS | FUJ | SHA | BAH |
| 2016     | Larbre Compétition | Chevrolet Corvette C7.R | 24  | 21  | 37  | 26  | DNF |     | 30  |     |     |

### 全日本GT選手権/SUPER GT
| 年     | チーム                       | 使用車両             | クラス | 1       | 2       | 3      | 4       | 5       | 6      | 7       | 8      | 9       | 順位 | ポイント |
| ------ | ---------------------------- | -------------------- | ------ | ------- | ------- | ------ | ------- | ------- | ------ | ------- | ------ | ------- | ---- | -------- |
| 2000年 | アビリティ・モータースポーツ | PORSCHE 911 GT2      | GT300  | TRM 7   | FSW 7   | SUG 2  | FSW Ret | TAI     | MIN    | SUZ     |        |         | 13位 | 23       |
| 2001年 | ABILITY MOTORSPORT           | PORSCHE 911 GT2      | GT300  | TAI     | FSW Ret | SUG    | FSW 18  | TRM     | SUZ    | MIN     |        |         | NC   | 0        |
| 2002年 | TEAM TAISAN Jr.              | ポルシェ・911 GT3R   | GT300  | TAI 11  | FSW 7   | SUG 6  | SEP 11  | FSW 11  | TRM 17 | MIN Ret | SUZ 8  |         | 18位 | 13       |
| 2003年 | TEAM GAIKOKUYA               | ポルシェ・911 GT3RS  | GT300  | TAI 11  | FSW 15  | SUG 9  | FSW 20  | FSW 13  | TRM 10 | AUT 12  | SUZ 18 |         | 26位 | 3        |
| 2004年 | TEAM TAISAN                  | ポルシェ・911 GT3RS  | GT300  | TAI     | SUG 9   | SEP 10 | TOK 11  | TRM Ret | AUT 13 | SUZ 8   |        |         | 17位 | 6        |
| 2005年 | TEAM TAISAN ADVAN            | ポルシェ・911 GT3RS  | GT300  | OKA Ret | FSW 15  | SEP 16 | SUG     | TRM     | FSW    | AUT     | SUZ 19 |         | NC   | 0        |
| 2006年 | TEAM GAIKOKUYA               | ポルシェ・911 GT3RS  | GT300  | SUZ     | OKA     | FSW    | SEP     | SUG     | SUZ 11 | TRM 20  | AUT    | FSW     | 30位 | 5        |
| 2007年 | TEAM GAIKOKUYA               | ポルシェ・911 GT3RS  | GT300  | SUZ     | OKA     | FSW    | SEP     | SUG     | SUZ    | TRM     | AUT 16 | FSW     | NC   | 0        |
| 2008年 | TEAM GAIKOKUYA               | ポルシェ・911 GT3RS  | GT300  | SUZ 20  | OKA 15  | FSW 20 | SEP 18  | SUG Ret | SUZ 11 | TRM 21  | AUT    | FSW     | NC   | 0        |
| 2009年 | TOMEI SPORT                  | PORSCHE 911 GT3RSR   | GT300  | OKA 14  | SUZ 14  | FSW 12 | SEP     | SUG 14  | SUZ 11 | FSW 19  | AUT    | TRM Ret | NC   | 0        |
| 2010年 | LMP MOTORSPORT               | フェラーリ・F430 GT2 | GT300  | SUZ 9   | OKA 11  | FSW 8  | SEP 10  | SUG DNS | SUZ 7  | FSW C   | TRM 13 |         | 15位 | 10       |
| 2011年 | LMP MOTORSPORT               | フェラーリ・F430 GT2 | GT300  | OKA 5   | FSW 11  | SEP 3  | SUG Ret | SUZ 11  | FSW 7  | AUT 10  | TRM 14 |         | 14位 | 22       |
| 2012年 | LMP MOTORSPORT               | フェラーリ・F430 GT2 | GT300  | OKA 10  | FSW 17  | SEP 13 | SUG 18  | SUZ 8   | FSW 14 | AUT 9   | TRM 14 |         | 21位 | 7        |

太字はポールポジション、斜字はファステストラップ。(key)